# Hybe Corporation
HYBE (Healing Yoga, Brain Education,(en hangul, 하이브; romanización revisada, Haibeu) es una compañía de Corea del Sur establecida en febrero de 2005 por Bang Si-hyuk. La empresa opera como sello discográfico, agencia de talentos, compañía de producción musical, gestión de eventos, producción de conciertos, y como editorial de música. Posee múltiples sellos discográficos, en estos se incluyen Big Hit Music, Source Music, Pledis Entertainment, Belift Lab, KOZ Entertainment, ADOR, YX Labels, Big Machine Label Group, QC Music, HYBE UMG, entre otros. La empresa también ha tenido impacto principalmente por sus grupos dentro de sus sellos, por mencionar los más conocidos están BTS, SEVENTEEN (SVT), Tomorrow X Together (TXT), entre muchos más.

## Historia

### 2005-2021: Big Hit Entertainment Co., Ltd
Big Hit Entertainment fue fundada el 1 de febrero de 2005 por Bang Sihyuk. En marzo de 2007 K.Will lanzó su álbum debut llamado Left Heart. 8EIGHT, el grupo compuesto por Lee Hyun, Baek Chan y Joo Hee debutó el 27 de agosto de 2007 con The First. El grupo consiguió en 2009 el premio a Mejor Grupo Mixto en los Mnet Asian Music Awards y el premio Top 10 en los Melon Music Awards.
En 2010 Big Hit y JYP Entertainment llegaron a un acuerdo para gestionar de forma conjunta al grupo 2AM. En abril de 2014, al expirar los contratos que tenían vigentes con JYP, cada miembro firmó con una agencia diferente, siendo Changmin el único que firmó un contrato en exclusividad con Big Hit.
El 25 de mayo de 2012 Big Hit anunció el debut el 16 de julio del grupo femenino GLAM, que había sido creado en colaboración con Source Music. En diciembre del mismo año Trinity, una de las cinco componentes del grupo, se marchó por razones personales. En 2014 Da Hee se vio envuelta en un escándalo por chantajear al actor Lee Byung Hun y fue condenada a un año de prisión. El grupo se disolvió de forma efectiva a principios de 2015 al no renovar sus contratos con Big Hit y Source Music.
Lee Jeong Hee firmó un contrato con Big Hit en 2012 al finalizar su contrato previo con JYP, gracias a su relación cercana con Bang Sihyuk. En 2015 al expirar el contrato se marchó a Oscar Ent. A finales de 2014 se anunció que el grupo 8EIGHT se disolvía al finalizar los contratos de dos de sus miembros, Joo Hee y Baek Chan. El miembro restante, Lee Hyun, siguió en la compañía como miembro del dúo Homme junto a Changmin.
El 13 de junio de 2013 debutó el grupo BTS, también conocidos como Bangtan Sonyeondan, con el sencillo «No More Dream». Parte de los miembros del grupo fueron reclutados gracias a las audiciones Hit It que se llevaron a cabo en 2010 y 2011. Se convirtieron en el segundo grupo con mayor venta de álbumes físicos en 2015 y en los primeros artistas surcoreanos en entrar en el Billboard 200 con tres álbumes consecutivos y alcanzar la mejor posición en el número 26. A finales de 2016 el grupo ganó dos premios daesang, el primero en la categoría de "Mejor álbum del año" por The Most Beautiful Moment in Life: Young Forever en los Melon Music Awards y el segundo al "Artista del Año" en los Mnet Asian Music Awards.
En mayo de 2015 Signal Entertainment Group, una empresa que opera en el KOSDAQ, compró Big Hit a través de la adquisición de bonos convertibles valorados en 6,000 millones de won. En 2016 la empresa recibió una inversión de 10,000 millones de won de Legend Capital, un fondo de inversión chino, y LB Investment, que forma parte del grupo LG y de la que ya recibió otra inversión en 2012.
En 2016 se reveló que Big Hit había sido la segunda compañía coreana en venta de álbumes físicos en 2015 solo con las ventas de BTS, superando a dos de las compañías que forman parte de The Big 3. Ese mismo año, Bang Sihyuk ganó el premio al "Mejor Productor" en los Asia Artist Awards, el premio a "Mejor Compositor" en los Melon Music Awards, galardón que ya había recibido en la edición de 2009, y el premio al "Mejor Productor Ejecutivo" en los Mnet Asian Music Awards. En 2017 recibió también el premio a "Mejor Productor Musical del Año" en los Golden Disk Awards.
En febrero de 2018, Homme se disolvió después de que el contrato del miembro Changmin llegara a su fin. Dejó la compañía para fundar su propia agencia, mientras que Lee Hyun continuó como solista. En agosto, Big Hit y CJ E&M publicaron información que indicaba planes para crear una compañía conjunta. Presentada bajo el nombre de Belift, se informó que la compañía se dividiría 52% a la segunda y 48% a la primera,y debutar un grupo de chicos en 2020. En octubre, BTS renovó y extendió su contrato con la agencia por siete años más. Big Hit fue elegida mejor compañía de inversión del año en los Korea VC Awards 2018 en diciembre. 
Big Hit estrenó su segundo grupo masculino, Tomorrow X Together (TXT), en marzo de 2019. También ese mes, el ex CBO Lenzo Yoon fue nombrado co-CEO con Bang Si-hyuk. Yoon se centraría en los componentes de negocio de la compañía, mientras que bang se centraría en la producción creativa. En julio de 2019, la agencia adquirió Source Music, y en agosto, la firma de videojuegos Superb. Gracias a las aplicaciones Weverse y Weverse Shop desarrolladas por su filial benX, Big Hit fue elegida como la cuarta empresa más innovadora de 2020 en todo el mundo por Fast Company.
En mayo de 2020, Big Hit se convirtió en el accionista mayoritario de Pledis Entertainment. La compañía anunció que el sello discográfico conservaría su independencia, pero sus artistas (que incluyen boy bands NU'EST y Seventeen)serían promovidos más ampliamente fuera de Corea del Sur. La Comisión de Comercio Justo (en adelante KFTC) aprobó oficialmente la adquisición de Pledis por parte de Big Hit en octubre. Al mes siguiente, Big Hit anunció que había adquirido KOZ Entertainment, un sello discográfico fundado por el rapero Zico. 
En enero de 2021, los medios de comunicación informaron que Big Hit y beNX habían invertido un total de ₩70 mil millones de wones (63 millones de dólares) en YG Plus, adquiriendo el 17.9% de la compañía de medios y publicidad bajo YG Entertainment en un acuerdo de merchandising y distribución que vería a los artistas mencionados unirse a las redes sociales y plataformas de tiendas de Weverse a cambio. También se anunció que Naver Corporation invertiría ₩354.800 millones de dólares (321 millones de euros) en beNX Inc., adquiriendo el 49% de la filial. A cambio, Naver transferiría su servicio de streaming de vídeo V Live a beNX, que también gestiona la plataforma de redes sociales Weverse. La filial fue posteriormente renombrada Weverse Company Inc.El 17 de febrero, Big Hit y Universal Music Group (UMG) anunciaron una asociación estratégica entre las dos compañías que las verá colaborar en diversos esfuerzos relacionados con la música y la tecnología. Al frente de esto está una empresa conjunta entre Big Hit y Geffen Records, un sello insignia de UMG, para debutar un grupo global de chicos a través de un nuevo sello con sede en Los Ángeles, con un programa de audición global que se emitirá en 2022. Big Hit será responsable de seleccionar y capacitar a los artistas, mientras que UMG se encargará de la producción musical, la distribución global y el marketing. Además, más artistas de UMG se unirán a Weverse, que ya es el sello de Gracie Abrams, New Hope Cluby Alexander 23—Yungblud es el siguiente en la fila para unirse a la plataforma. El 25 de febrero, Big Hit anunció una inversión de ₩4 mil millones de wones (3.6 millones de dólares) en una compañía de IA con sede en Corea, Supertone, que se especializa en crear voces hiperrealistas utilizando tecnología.

### 2021-presente: HYBE Corporation
En la segunda semana de marzo, Big Hit anunció su cambio de marca en una compañía de plataformas de estilo de vida de entretenimiento bajo el nombre de Hybe Corporation. El 19 de marzo, la compañía lanzó una presentación en línea detallando su reestructuración organizacional, y declaró que el nombre "Big Hit Entertainment" (relacionado con sus operaciones musicales) se convertiría en Big Hit Music bajo la nueva división de Sellos de Hybe, el nombre estaba sujeto a una junta de accionistas celebrada el 30 de marzo. La presentación también proporcionó una mirada al diseño de la nueva sede de Hybe ubicada en el Yongsan Trade Center en el distrito de Yongsan— la compañía se trasladó oficialmente al edificio el 22 de marzo.  El cambio de marca entró en vigor el 31 de marzo.
El 2 de abril, se anunció la adquisición del 100% por participación de Hybe de Scooter Braun's Ithaca Holdings y todas sus propiedades, incluyendo SB Projects (que administra artistas como Justin Bieber, Demi Lovato y Ariana Grande) y Big Machine Label Group,  a través de su filial Hybe America, invertirá 950 millones de dólares (₩1,07 billones de wones) en Hybe America, para financiar la compra y pagar un total de 1.050 millones de dólares a los accionistas y tenedores de bonos de Ithaca. BH Odyssey Merger Sub, una filial de nueva creación de Hybe America, facilitará la adquisición, después de lo cual se disolverá. El accionista minoritario e inversor original The Carlyle Group venderá su participación en Ithaca como parte del acuerdo, que también incluye servicios de gestión, etiquetado y publicación para todos los artistas bajo Hybe, SB y Big Machine. Braun se unirá a la junta de Hybe. Scott Borchetta seguirá siendo CEO de Big Machine.
En febrero del 2023, Hybe adquirió el 14.8% en acciones correspondientes a la empresa SM Entertainment a Lee Soo-man, fundador de esta por 422.800 millones de wones (335,8 millones de dólares) convirtiéndola en el accionista mayoritario, esto notificado en un informe ofrecido por el mercado de valores de Corea Del Sur.

## Instalaciones
La primera sede de BigHit se encuentra localizada en Corea del Sur, Seúl, Nonhyeon-dong, 135-812, 10-31 Cheong-gu, un edificio localizado en una de las áreas más populares de la ciudad. El edificio era compartido con otras dos compañías del sector de la educación y se encontraba ubicado en un área residencial donde los fanes solían visitar para tomarse fotos y dejar sus mensajes a pesar de no tener publicidad de la compañía o sus artistas en el exterior. 
BigHit anunció que se mudarían del edificio a mediados del año 2017 mientras que el grupo BTS se encontraba realizando The Wings Tour en Japón. El nuevo edificio está localizado en Yangjin Plaza en el área de Gangnam en Seúl, BigHit ahora comparte edificio con compañías como Pancoat Brand Index, especializada en marketing. De acuerdo a informes de inmobiliarias, el edificio cuenta con amplias instalaciones, todos los servicios, seguridad, además de área de descanso y restaurante estilo veraniego en la azotea. El diseño del interior de la nueva sede de BigHit para áreas de oficina, salón de conferencias, salas de prácticas a los estudios de grabación fueron diseñados por la compañía 2WaveStudio.
Hasta el momento BigHit no ha mostrado indicios de estar planeando la compra de su propio edificio, aunque en una entrevista realizada a Billboard, Bang Shihyuk anunció sus planes de debutar un nuevo grupo masculino en los próximos años, lo cual puede abrir puertas para que la compañía tome el siguiente paso en el futuro.

## División y subsidiaria
La compañía tiene tres divisiones: Hybe Labels, Hybe Solutions y Hybe Platforms. Bajo cada una existen subsidiarias de propiedad parcial o absoluta de la empresa matriz.

### Labels
- Big Hit Music
- Belift Lab
- Source Music[48][49]
- ADOR
- Pledis Entertainment[50][51]
- KOZ Entertainment
- YX Labels
- NAECO
- Big Machine Label Group
- QC Music
- HYBE UMG
- Zarpazo
- Docemil Music

### Solutions
- HYBE KOREA
  - HYBE 360
  - HYBE IPX
  - HYBE OSB
  - HYBE HOLDINGS
    - HYBE IM

  - HYBE MEDIA STUDIO
  - BinaryKorea
  - Supertone
- HYBE JAPAN
  - HYBE SOLUTIONS JAPAN
  - HYBE T&D JAPAN
- HYBE AMERICA
  - Scooter Braun Projects
  - Solid Foundation Management
- HYBE LATIN AMERICA
  - Ajá Podcasts

### Platforms
- Weverse Company
  - Weverse Japan
  - Weverse America

## Filmografía

### Drama
- Youth (2023) (con Chorokbaem Media)

### Exhibiciones
- "Hybe Insight" (2021) en Corea del Sur

### Reality
- I-Land (2020, Mnet) (con CJ ENM y HYBE)

- &Audition – The Howling (2022, Hybe Labels Youtube) (con Hulu Japan y HYBE Labels Japan)

- R U Next? (2023, JTBC) (con Belift Lab y HYBE)
- The Debut: Dream Academy (2023) (con Geffen Records y HYBE)

## Conciertos y festivales
| Fecha                   | Título                                          | Lugar                                       |
| ----------------------- | ----------------------------------------------- | ------------------------------------------- |
| 31 de diciembre de 2020 | 2021 NEW YEAR'S EVE LIVE presentado por Weverse | Weverse (en línea)                          |
| 31 de diciembre de 2021 | 2022 Weverse Con                                | KINTEX Hall (en persona) Weverse (en línea) |
| 10-11 de junio de 2023  | 2023 Weverse Con Festival                       | KSPO Dome and 88 Lawn Field (en persona)    |

## Filantropía
El 13 de febrero de 2023, HYBE donó 500 millones de wones para ayudar en el terremoto de Turquía-Siria de 2023, donando dinero a través de Save the Children.